# Istmo de Darwin

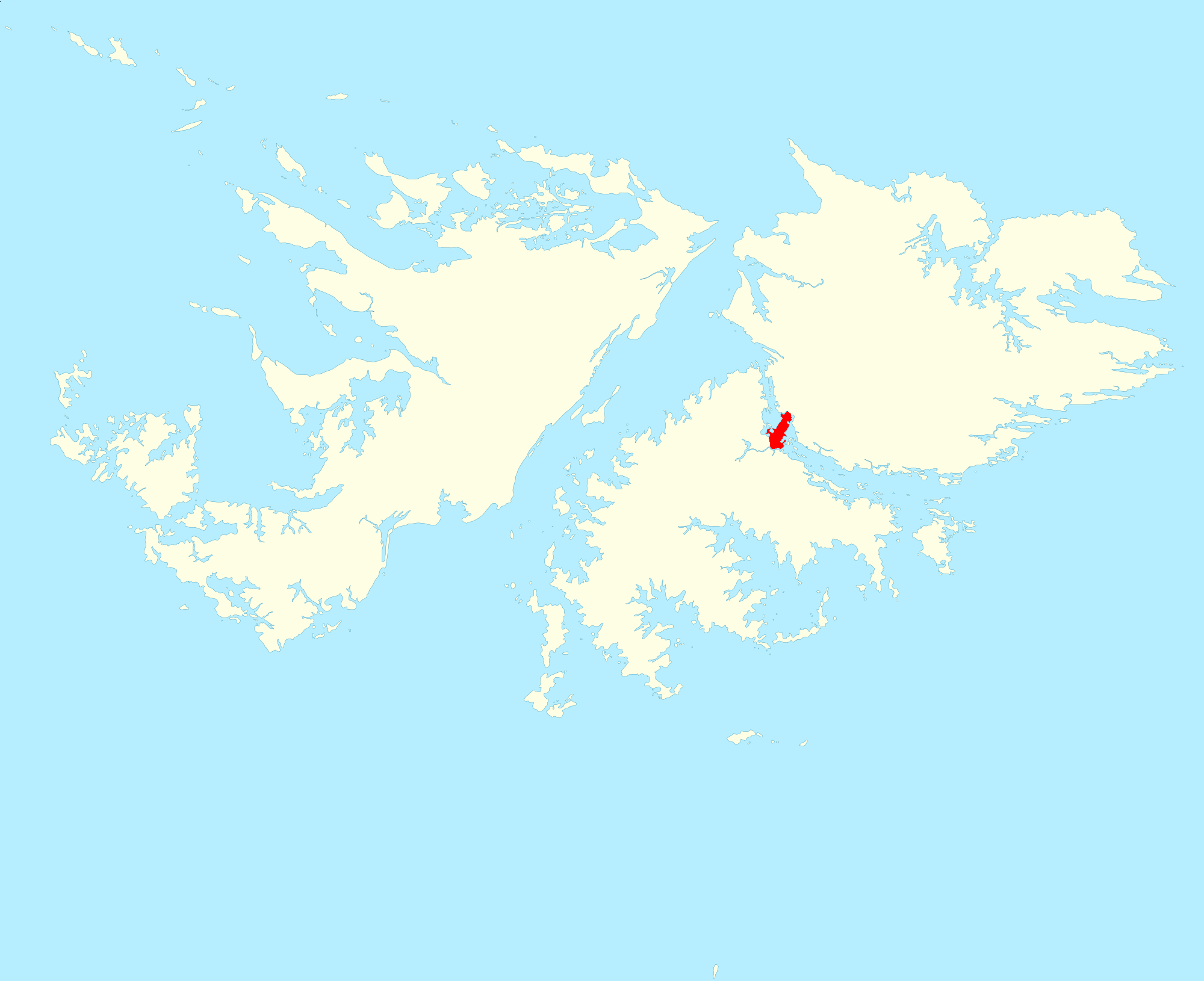
Localização do istmo no arquipélago.

O istmo de Darwin é um istmo que une as partes norte e sul da Malvina Oriental, no arquipélago das Malvinas, no oceano Atlântico.
A leste do istmo fica o Choiseul Sound e a oeste a baía de Ruiz Puente (também chamada Brenton Loch).